# Flying Bark Productions
La Flying Bark Productions (in precedenza Yoram Gross Film Studios, Yoram Gross-Village Roadshow e Yoram Gross-EM.TV) è uno studio di animazione australiano con sede a Sydney. 
sussidiaria della società di produzione belga per bambini Studio 100. 
Lo studio offre servizi di produzione completi per lungometraggi, programmi televisivi e una vasta gamma di contenuti digitali.
Lo studio è stato fondato da Yoram Gross e Sandra Gross nel 1967 con il nome di Yoram Gross Film Studios e nel 1996 è stato acquisito dal gruppo australiano Village Roadshow Pictures prima di essere venduto alla società tedesca di media e intrattenimento EM.TV & Merchandising.

## Storia
Nel gennaio 1996, gli Yoram Gross Film Studios hanno annunciato di aver stretto una partnership con il gruppo mediatico australiano Village Roadshow, al quale è stato venduto l'interesse degli Yoram Gross Film Studios nell'ambito della loro divisione di produzione cinematografica Village Roadshow Pictures, Il produttore americano e fondatore della divisione americana di Village Roadshow Pictures Greg Coote e il presidente e amministratore delegato di Village Roadshow Graham Burke sono entrati a far parte del consiglio di amministrazione del nuovo studio di animazione australiano e il nuovo studio Yoram Gross ha accettato di produrre dieci serie animate con la divisione televisiva di Village Roadshow.
Un anno dopo, nell'ottobre 1997, Yoram Gross-Village Roadshow stringe un patto di coproduzione con la società di produzione e distribuzione tedesca con sede a Monaco di Baviera, EM.TV & Merchandising AG, che si occuperà congiuntamente delle produzioni televisive.
Due anni dopo, nel 1999, in seguito al successo della partnership tra Yoram Gross-Village Roadshow e la società di intrattenimento tedesca EM. TV & Merchandising, quest'ultima aveva rilevato la partecipazione di Village Roadshow nel 1999 quando Village Roadshow stava cercando di uscire dalla produzione televisiva, che di fatto è stata rinominata in Yoram Gross-EM.TV dando a EM.TV uno studio di animazione australiano interno con EM.TV che ora distribuisce i programmi degli studi di animazione australiani in tutto il mondo.
Nel dicembre 1999, Yoram Gross-EM.TV ha lanciato la propria divisione interna per le licenze, denominata YG-EM Licensing, per gestire le proprie produzioni, comprese le coproduzioni di EM.TV, insieme al proprio catalogo di programmi Junior.
Nel gennaio 2006, sette anni dopo l'acquisizione da parte della società tedesca di media e intrattenimento EM.TV & Merchandising del 50% dello studio d'animazione australiano Yoram Gross EM.TV, insieme alla partnership di successo con il produttore australiano Yoram Gross attraverso la divisione EM.Entertainment, EM.TV & Merchandising, sotto la sua divisione di intrattenimento EM. Entertainment ha annunciato l'acquisizione del restante 50% della joint venture australiana Yoram Gross EM.TV dai suoi fondatori Yoram Gross e sua moglie Sandra Gross, dando a EM.Entertainment il pieno controllo del gruppo australiano di animazione e produzione.
Nell'ottobre 2006, dopo l'acquisizione del restante 50% dieci mesi prima, Yoram Gross EM. TV ha annunciato una ristrutturazione e un rebranding della società Flying Bark Productions, che prevedeva di espandere il proprio portafoglio nei generi di animazione per adulti e per bambini, insieme alla sua divisione di distribuzione Yoram Gross Distribution, anch'essa ribattezzata Flying Bark Distribution.
Un anno dopo, nel maggio 2007, l'allora società madre di Flying Bark Productions, EM.TV, ha annunciato l'intenzione di uscire dal settore dell'intrattenimento per bambini e di vendere la propria divisione bambini che comprende lo studio australiano di produzione di intrattenimento e animazione Flying Bark Productions, la sua libreria di distribuzione che include le produzioni animate di Yoram Gross come Blinky Bill, la libreria dello studio di animazione giapponese Zuiyo e il suo catalogo di classici come Vicky il vichingo e L'ape Maia e il canale televisivo tedesco Junior. 
A fine maggio 2008, EM.Sport Media AG ha annunciato l'uscita dal settore della produzione di animazione e intrattenimento per bambini e ha venduto il suo studio di animazione e produzione australiano Flying Bark Productions insieme alla sua divisione di intrattenimento EM.Entertainment, compreso il suo canale televisivo tedesco Junior, al gruppo di produzione belga Studio 100 attraverso la sua divisione di distribuzione internazionale Studio 100 Media con sede a Monaco di Baviera, dando a quest'ultimo il proprio studio di produzione interno di intrattenimento e animazione in Australia e la libreria EM.Entertainment, compresa la libreria di produzione di Yoram Gross, mentre EM.Sport Media AG si concentrerà sulle sue attività sportive. 
Alla fine di marzo del 2022, Flying Bark Productions ha annunciato la creazione di un nuovo ramo di produzione, al di fuori del portafoglio per bambini e famiglie, dedicato a programmi animati per adulti e a progetti sceneggiati e non sceneggiati per un pubblico maturo, denominato After Bark, con Amy Noble e Kate Andrew che diventano direttore operativo e responsabile degli affari legali e commerciali della nuova filiale di produzione. 
Nel giugno 2024, la Flying Bark Productions ha annunciato l'apertura di uno studio di animazione con sede a Madrid e la collaborazione con il supervisore dello studio di animazione spagnolo Ramon Giráldez, a capo del nuovo studio di animazione spagnolo.

## Filmografia

### Cinema

#### Lungometraggi
| Film                                                               | Data di uscita    | Regia                                            | Sceneggiatura                              | Colonna sonora     | Altre case di produzione                                                                                     | Distribuzione    |
| ------------------------------------------------------------------ | ----------------- | ------------------------------------------------ | ------------------------------------------ | ------------------ | --- | ---------------- |
| Gumnutz: A Juicy Tale                                              | 24 Dicembre 2007  | Clive Harrison, Margaret Parkes e Jane Schneider | John Cook e Phil Sanders                   | Clive Harrison     | Bix Pix Productions e ABC Studios                                                                            | FFC Australia    |
| L'apprendista Babbo Natale (L'Apprenti Père Noël)                  | 24 Novembre 2010  | Luc Vinciguerra                                  | Alexandre Reverend                         | Nerida Tyson-Chew  | Gaumont Animation, Cartoon Saloon e Arvill Stark Entertainment                                               | Gaumont          |
| The Woodlies Movie                                                 | 23 febbraio 2013  | N.D                                              | N.D                                        | N.D                | Studio 100, Seven Network, ZDF e Telegael                                                                    | N.D              |
| L'ape Maia - Il film (Maya the Bee Movie)                          | 1 Novembre 2014   | Alexs Stadermann                                 | Alexs Stadermann e Simon Pickerman         | Ute Engelhardt     | Studio 100, nWave Pictures                                                                                   | StudioCanal      |
| Billy il koala (Blinky Bill the Movie)                             | 17 settembre 2015 | Deane Taylor                                     | Fin Edquist                                | Dale Cornelius     | Flying Bark Productions, Assemblage Entertainment e Telegael                                                 | StudioCanal      |
| L'ape Maia - Le Olimpiadi di miele (Maya the Bee: The Honey Games) | 26 luglio 2018    | Noel Cleary, Sergio Delfino e Alexs Stadermann   | Noel Cleary, Fin Edquist, Alexs Stadermann | Ute Engelhardt     | Studio 100 Film, Buzz Studios, Fish Blowing Bubbles e Screen Australia                                       | StudioCanal      |
| 100% lupo (100% Wolf)                                              | 29 Maggio 2020    | Alexs Starderman                                 | Fin Edquist                                | Ash Gibson Greig   | Studio 100, Screen Australia                                                                                 | Studio 100 Film  |
| L'ape Maia: Salviamo Verdemondo (Maya the Bee: The Golden Orb)     | 7 Gennaio 2021    | Noel Cleary                                      | Fin Edquist                                | Ute Engelhardt     | Studio 100 Film, Buzz Studios, Fish Blowing Bubbles e Screen Australia                                       | StudioCanal      |
| Mia and Me: il film (Mia and Me: The Hero of Centopia)             | 27 ottobre 2022   | Adam Gunn                                        | Tess Meyer, Gerhard Hahn, Fin Edquist      | Christoph Zirngibl | Studio 100 Film, Studio 100 Media, Studio Isar Animation, Constantin Film, Studio B Animation e Hahn Film AG | Icon Productions |
| 200% lupo (200% Wolf)                                              | 8 agosto 2024     | Alexs Starderman                                 | Fin Edquist                                | Ash Gibson Greig   | Studio 100, Screen Australia                                                                                 | Studio 100 Film  |

### Animazione

#### Lungometraggi
| Film                                                                                              | Data di uscita | Regia                   | Sceneggiatura                | Colonna sonora | Case di produzione | Distribuzione |
| ------------------------------------------------------------------------------------------------- | -------------- | ----------------------- | ---------------------------- | -------------- | ------------------ | ------------- |
| Il destino delle Tartarughe Ninja - Il film (Rise of the Teenage Mutant Ninja Turtles: The Movie) | 5 agosto 2022  | Andy Suriano e Ant Ward | Tony Gama-Lobo e Rebecca May | Matt Mahaffey  | Nickelodeon Movies | Netflix       |

### Televisione

#### Serie animate
| Serie animata                                                       | Anni          | Showrunner/Autore                                             | Colonna sonora                                                                  | Altre case di produzione                                                                  | Distribuzione                                                          |
| ------------------------------------------------------------------- | ------------- | ------------------------------------------------------------- | ------------------------------------------------------------------------------- | ----------------------------------------------------------------------------------------- | ---------------------------------------------------------------------- |
| Blinky Bill (The Adventures of Blinky Bill)                         | 1993–2004     | Yoram Gross                                                   | Guy Gross                                                                       | EM.TV & Merchandising, EM.TV Wavery e WDR                                                 | Australian Broadcasting Corporation (dal 1993 al 1995) e Seven Network |
| Tabaluga (Tabaluga)                                                 | 1997–2004     | Helme Heine, Peter Maffay, Gregor Rottschalk e Rolf Zuckowski | Peter Wagner (Season 1–2) Andy Sedlmaier (Season 1–2) Clive Harrison (Season 3) | EM.Entertainment, ZDF e Victory Media Group                                               | Seven Network e ZDF                                                    |
| (Skippy: Adventures in Bushtown)                                    | 1998–1999     | Yoram Gross                                                   | Guy Gross                                                                       | Télé Images Productions                                                                   | Nine Network                                                           |
| I coniglietti tontoloni (Dumb Bunnies)                              | 1998–1999     | Dav Pilkey                                                    | Guy Gross                                                                       | Nelvana e Scholastic                                                                      | Seven Network e CBS                                                    |
| Flipper & Lopaka                                                    | 1999–2005     | Yoram Gross (st. 1-2) e Susan Oliver (st. 3)                  | Guy Gross e Clive Harrison                                                      | EM.Entertainment, Animation Filmmakers Corporation e Victory Media Group                  | Seven Network e ZDF                                                    |
| Polizia Dipartimento Favole (F.T.P.D. Fairy Tale Police Department) | 2001–2002     | Ron Isaak e Leora Kamenetzky                                  | Clive Harrison                                                                  | EM.Entertainment, Talit Communications e Victory Media Group                              | Seven Network                                                          |
| Old Tom                                                             | 2002          | Guy Gross                                                     | Guy Gross                                                                       | EM.TV Wavery e Millimages                                                                 | ABC1                                                                   |
| Deadly                                                              | 2006          | N.D                                                           | N.D                                                                             | SLR Productions                                                                           | Nine Network                                                           |
| Olly il sottomarino (Dive Olly Dive)                                | 2006–2010     | N.D                                                           | N.D                                                                             | Telegael, Taffy Entertainment, KiKA, GDC Holdings, e Mike Young Productions               | Seven Network e KiKA                                                   |
| Staines Down Drains                                                 | 2006–2007     | Jim Mora e Brent Chambers                                     | Jane Schneider e Guy Gross                                                      | EM.Entertainment, Flux Animation Studio, Traction e NZ On Air                             | Seven Network                                                          |
| Zeke's Pad                                                          | 2008–2010     | Liz Scully                                                    | Steve London                                                                    | Leaping Lizard Productions, Bardel Entertainment e Avrill Stark Entertainment             | Seven Network e YTV                                                    |
| Master Raindrop                                                     | 2008–2009     | N.D                                                           | N.D                                                                             | EM.Entertainment, Big Communications, Flux Animation Studio e Media Development Authority | Seven Network                                                          |
| La Leggenda Di Enyo (Legend of Enyo)                                | 2009–2010     | N.D                                                           | N.D                                                                             | Avrill Stark Entertainment e Screen NSW                                                   | Seven Network                                                          |
| Zigby                                                               | 2009–2011     | N.D                                                           | N.D                                                                             | Avrill Stark Entertainment, Thunderbird Films e Big Animation                             | ABC Kids (Australia), Treehouse e ZDF                                  |
| The Woodlies                                                        | 2012          | N.D                                                           | N.D                                                                             | Studio 100                                                                                | Seven Network e ZDF                                                    |
| Vicky il vichingo (Vic the Viking)                                  | 2013–2014     | Jan Van Rijsselberge e Alexandre Révérend                     | N.D                                                                             | Studio 100 e ASE Studios                                                                  | Network Ten e TF1                                                      |
| Tashi                                                               | 2014–2015     | Marc Wasik                                                    | Caitlin Yeo e Jonathan Dower                                                    | Telegael e Discreet Art Productions                                                       | 7two                                                                   |
| Heidi                                                               | 2015–2019     | Jan Van Rijsselberge                                          | N.D                                                                             | Studio 100 e Heidi Productions                                                            | Seven Network, ZDF e TF1                                               |
| The Wild Adventures of Blinky Bill                                  | 2016–2017     | Andy Collins                                                  | N.D                                                                             | Studio 100, Telegael e Giant Wheel Animation                                              | 7TWO e ABC Me                                                          |
| Lego Monkie Kid                                                     | 2020–in corso | Simon Lucas                                                   | N.D                                                                             | The Lego Group e WildBrain Studios                                                        | Peacock                                                                |
| 100% Wolf: Legend of the Moonstone                                  | 2020–2023     | N.D                                                           | N.D                                                                             | Studio 100 e Studio 56                                                                    | ABC Me                                                                 |
| FriendZspace: Amici spaziali (FriendZspace)                         | 2021–in corso | N.D                                                           | N.D                                                                             | Studio 100 Media, Dan Clark Company, Shellnut Entertainment e T&B Media Global            | ABC Me                                                                 |

#### Serie televisive
| Serie televisiva | Anni      | Showrunner/Autore             | Colonna sonora                | Altre case di produzione | Distribuzione |
| ---------------- | --------- | ----------------------------- | ----------------------------- | ------------------------ | ------------- |
| Bambaloo         | 2003–2004 | Donna Andrews e Justine Flynn | Guy Gross e Abigail Hatherley | The Jim Henson Company   | Seven Network |
| Oh, Yuck!        | 2017      | N.B                           | N.B                           | Silhouette Media Group   | Seven Network |

### Animazione

#### Serie animata
| Serie animate | Anno      | Showrunner/Autore                             | Colonna sonora                                                                                   | Case di produzione                                                       | Distribuzione  |
| --- | --------- | --------------------------------------------- | ------------------------------------------------------------------------------------------------ | ------------------------------------------------------------------------ | -------------- |
| Rise of the Teenage Mutant Ninja Turtles - Il destino delle Tartarughe Ninja (Rise of the Teenage Mutant Ninja Turtles) | 2018–2020 | Ant Ward e Andy Suriano                       | Matt Mahaffey                                                                                    | Nickelodeon                                                              | Nickelodeon    |
| Gli Acchiappaglitch (Glitch Techs)                                                                                      | 2020      | Eric Robles e Dan Milano                      | Brad Breeck (compositore) Glitch Techs Theme (sigla d'apertura di Brad Breeck e Melody Carrillo) | Nickelodeon Animation Studio                                             | Netflix        |
| What If...? | 2021–2024 | A.C. Bradley                                  | Laura Karpman                                                                                    | Marvel Studios                                                           | Disney+        |
| Moon Girl e Devil Dinosaur                                                                                              | 2023–2025 | Steve Loter, Jeffrey M. Howard e Kate Kondell | Raphael Saadiq (compositore) e Diamond White (sigla d'apertura Moon Girl Magic)                  | Marvel Animation, Disney Television Animation e Cinema Gypsy Productions | Disney Channel |